# NBA Hustle Award

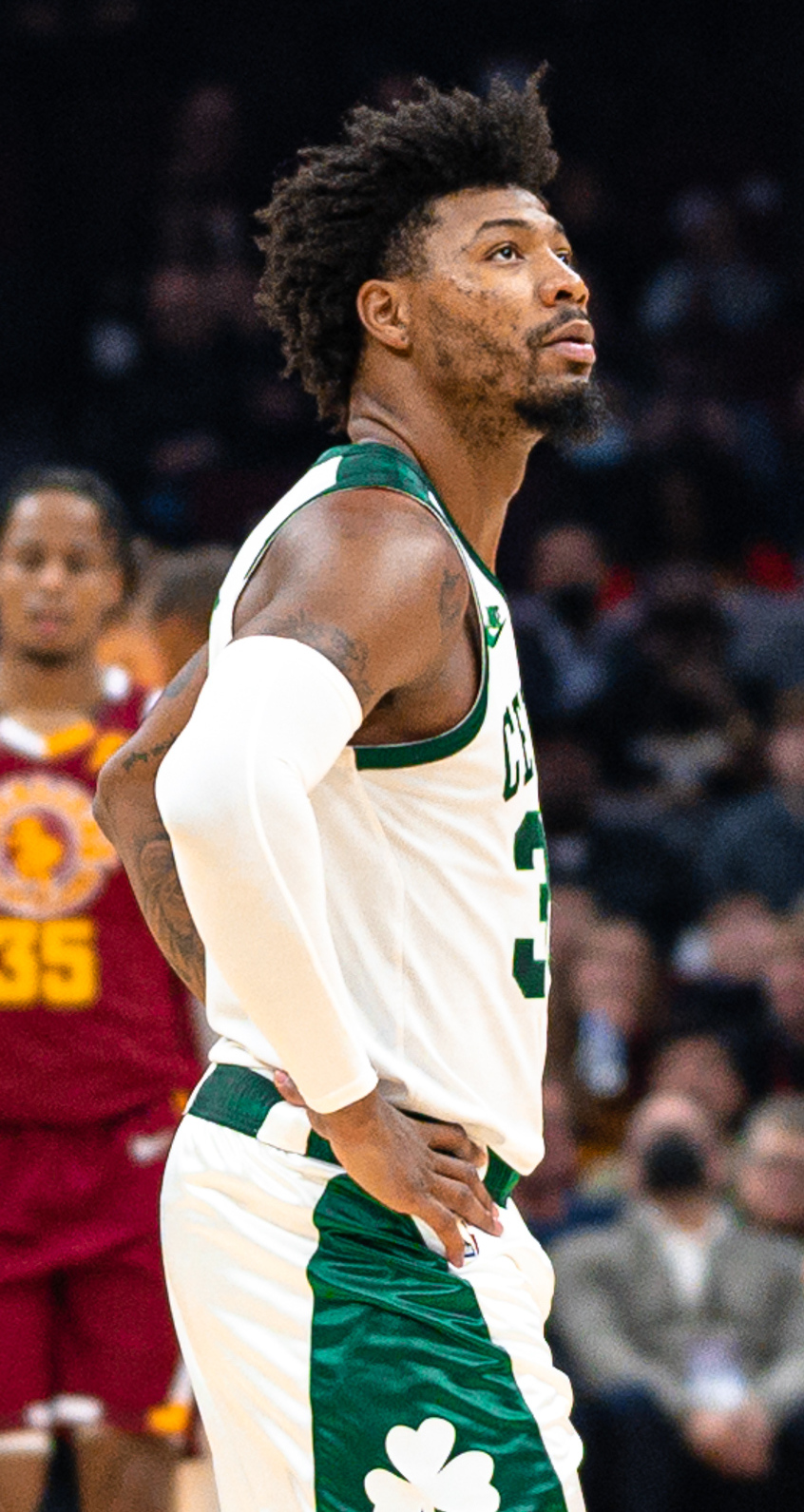
Marcus Smart, joueur le plus titré du NBA Hustle Award.

Le Hustle Award est un prix annuel décerné par la National Basketball Association (NBA) depuis 2017 aux joueurs qui donnent toute leur énergie, leur défense et leur abnégation, pour l’équipe à travers différentes statistiques que l’on ne voit pas forcément au premier abord. Le prix est décidé à l'aide d'un outil de mesure connu sous le nom de "hustle stats", qui récompense les efforts défensifs et offensifs tels que les passages en force provoqués, les écrans qui servent une passe décisive, les tirs contestés, les box-out et les déviations de balle en défense. Patrick Beverley est le premier lauréat du prix.
Draymond Green est le dernier lauréat du prix.

## Lauréats
|            | Désigne un joueur qui est toujours actif dans la NBA   |
| Joueur (X) | Indique le nombre de fois que le joueur a reçu le prix |

| Saison    | Joueur           | Poste       | Nationalité | Équipe                   | Réf.   |
| --------- | ---------------- | ----------- | ----------- | ------------------------ | ------ |
| 2016-2017 | Patrick Beverley | Meneur      | États-Unis  | Rockets de Houston       | [ 4 ]  |
| 2017-2018 | Amir Johnson     | Pivot       | États-Unis  | 76ers de Philadelphie    | [ 5 ]  |
| 2018-2019 | Marcus Smart     | Meneur      | États-Unis  | Celtics de Boston        | [ 6 ]  |
| 2019-2020 | Montrezl Harrell | Pivot       | États-Unis  | Clippers de Los Angeles  | [ 7 ]  |
| 2020-2021 | Thaddeus Young   | Ailier fort | États-Unis  | Bulls de Chicago         | [ 8 ]  |
| 2021-2022 | Marcus Smart (2) | Meneur      | États-Unis  | Celtics de Boston (2)    | [ 9 ]  |
| 2022-2023 | Marcus Smart (3) | Meneur      | États-Unis  | Celtics de Boston (3)    | [ 10 ] |
| 2023-2024 | Alex Caruso      | Arrière     | États-Unis  | Bulls de Chicago (2)     | [ 11 ] |
| 2024-2025 | Draymond Green   | Ailier fort | États-Unis  | Warriors de Golden State | [ 3 ]  |